# 光明大楼
光明大楼，也称“小雅克多利亚大楼”，坐落于原天津法租界的主要街道大法国路（Avenue de Grand France）和葛公使路（Rue Paron Gros）交口处（今和平区解放北路和滨江道交口处解放北路18—20号），该建筑目前是重点保护等级历史风貌建筑。

## 建筑风格
光明大楼始建于20世纪初，在当时为为公寓式住宅楼。该建筑为八层钢筋混凝土框架结构楼房，主体为六层，局部为七层，并设有地下室。建筑平面以楼梯和电梯为中心采用对称布局，建筑外部的半圆形阳台和中间落地方形钢窗形成对比。建筑内部为组织居住单元，每个单元内设有暖气和卫生设施。光明大楼体量简洁挺拔，细部为西洋古典风格的，是一座具有折中主义建筑特征的洋楼建筑。该建筑目前为居住、商业用房。